# الاختلافات النصية في الكتاب المقدس العبري

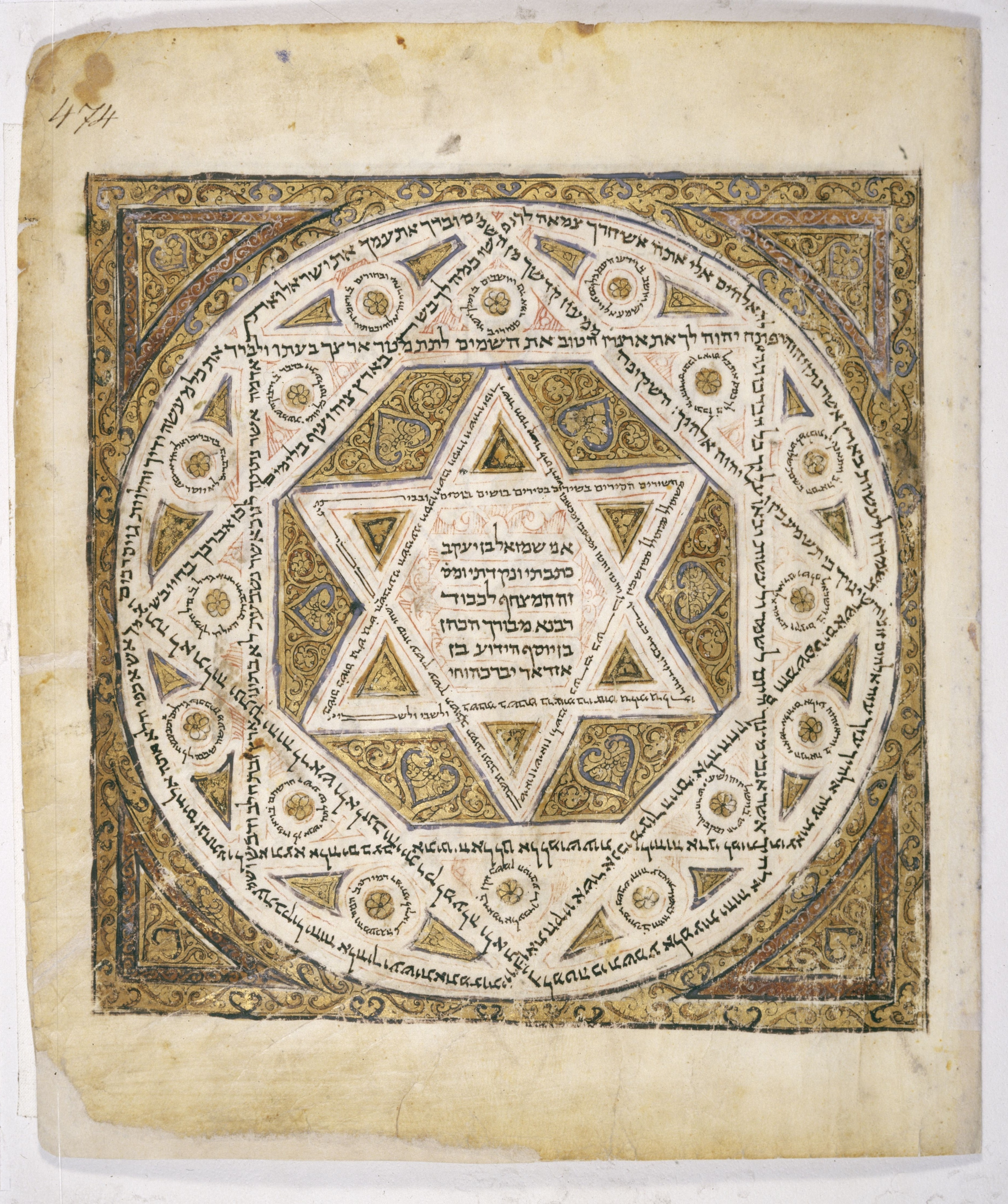
مخطوطة لينينغراد، الصفحة 474، مخطوطة قديمة جدًا من الكتاب المقدس العبري. كانت في السابق ملكًا لليهود القرائيين. يزعمون أن مؤلفها كان قرائيًا، وهو ما ينكره اليهود الحاخاميون.

الاختلافات النصية في الكتاب المقدس العبري (بالإنجليزية: Textual variants in the Hebrew Bible ) هي موضوع دراسة الاختلافات النصية في المخطوطات العبرية عندما يقوم الناسخ بإجراء تحريفات متعمدة أو غير مقصودة في مخطوطة على النص الذي يتم إعادة إنتاجه. وترد في هذه المقالة أدناه قائمة مختصرة من الاختلافات النصية.

## قائمة الاختلافات النصية

### الاختلاف في محتوى النص
ومن سبط رأوبين باصر ومسرحها، ويهصة ومسرحها////ومن سبط جاد ومدن ملجا القاتل راموت جلعاد ومسارحها ومحنايم ومسارحها ( يشوع 21: 36) التي كتبت النص الاطول عدة مخطوطات عبرية كمخطوطة حلب.
لأَنَّهُ قَدْ أَحَاطَتْ بِي كِلاَبٌ. جَمَاعَةٌ مِنَ الأَشْرَارِ اكْتَنَفَتْنِي. (كَأَسَدٍ/ثَقَبُوا) يَدَيَّ وَرِجْلَيَّ. ( مزمور 22 ) التي كتبت (كاسد) المخطوطات الماسوريتك ومخطوطة حلب التي تسمى أيضا اليبو ومخطوطة ليننغراد وسائر الترجمات اليهودية تكتبها, التي كتبت (ثقبوا) مخطوطة قمران.
فَأَتَى يَهُوشَافَاطُ وَشَعْبُهُ لِنَهْبِ أَمْوَالِهِمْ، فَوَجَدُوا بَيْنَهُمْ أَمْوَالاً وَ(ثِيَابًا/جُثَثًا) وَأَمْتِعَةً ثَمِينَةً بِكَثْرَةٍ، فَأَخَذُوهَا لأَنْفُسِهِمْ حَتَّى لَمْ يَقْدِرُوا أَنْ يَحْمِلُوهَا. وَكَانُوا ثَلاَثَةَ أَيَّامٍ يَنْهَبُونَ الْغَنِيمَةَ لأَنَّهَا كَانَتْ كَثِيرَةً. (أخبار الأيام الثاني 20: 25 ) التي كتبت (جثث) المخطوطات الماسوريتك ومخطوطة حلب ومخطوطة ليننغراد, التي كتبت (ثيابا ) بعض مخطوطات العبرية من القرون الوسطى.
كَانَ أَخَزْيَا ابْنَ (اثْنَتَيْنِ وَ(عشرين/اربعين) سَنَةً حِينَ مَلَكَ، وَمَلَكَ سَنَةً وَاحِدَةً فِي أُورُشَلِيمَ، وَاسْمُ أُمِّهِ عَثَلْيَا بِنْتُ عُمْرِي. ( سفر أخبار الأيام الثاني 22: 2 ) بعض مخطوطات كتبت عشرين وبعض كتبت أربعين.

### اختلافات نصية في اضافة او حذف
وَيَسَّاكَرُ وَزَبُولُونُ وَيُوسُفُ وَبِنْيَامِينُ ( خروج 1: 3 ) التي لم تكتب (ويوسف) المخطوطات الماسوريتك ومخطوطة حلب ومخطوطة ليننغراد, التي كتبت (ويوسف) مخطوطة قمران
مزمور 151 في نوع واحد من مخطوطات عبرية وهي مخطوطات البحر الميت ومقسوم الى قسمين سمه علماء مزمور 151 الف ومزمور 151 باء ولكن مخطوطة مزمور 151 المكتشفة بها اختلافات عن مزمور موجود الحالي

### مزمور الحالي
1 أنا صغيرا كنت في إخوتي، وحدثا في بيت أبي، كنت راعيا غنم ابي.
2 يداي صنعتا الأرغن، واصابعي الفت المزمار. هلليلويا
3 من هو الذي يخبر سيدي، هو الرب الذي يستجيب للذين يصرخون اليه.
4 هو أرسل ملاكه، وحملني (وأخذني) من غنم أبي ومسحني بدهن مسحته.هلليلويا.
5 اخوتي حسان وهم اكبر مني والرب لم يسر بهم.
6 خرجت للقاء الفلسطيني فلعنني بأوثانه.
7 ولكن أنا سللت سيفه الذي كان بيده، وقطعت راسه.
8 ونزعت العار عن بني اسرائيل. هلليلويا

### مزمورالمكتشف في كهوف قمران
1 كنت أصغر من إخوتي والأحدث في أبناء أبي وعينني راعيا لغنمه وراعيا لاولاده.
2 يداي صنعتا الفلوت وأصابعي ألفت القيثارة وأعطيت مجدا ليهوه.
3 قلت في قلبي إن الجبال ستشهد لي وستخبر التلال وسياخذ الشجر كلامي بعيدا ويخبر الخراف بعملي.
4 من هو الذي يخبر , ومن هو يتكلم ومن يعلم أعمالي.
5 رب الكل يري رب الكل يسمع وهو يستجيب.
6 هو أرسل ملاكه ومسحني . صموئيل ليجعلني عظيما.
7 إخوتي ذهبوا خارجا ليقابلوه , حسان الشكل وحسان المنظر.
8 أطول مني وشعرهم حسن والرب لم يسر بهم
9 ولكن أرسل واخذني من خلف الغنم ومسحني بالدهن المقدس وعينني قائدا لشعبه وحاكما علي أبناء خدامه